# Duclos-Guyot Bluff
Das Duclos-Guyot Bluff (englisch; bulgarisch Връх Дюкло Гийо Wrach Djuklo Gijo) ist ein 1800 m hoher und vereister Berg auf Clarence Island im Archipel der Südlichen Shetlandinseln. Er ragt 2,9 km nordwestlich des Kap Bowles, 5,6 km östlich des Craggy Point und 2,4 km südlich des Mount Irving am südlichen Ende des Urda Ridge auf. Seine markanten Südhänge sind teilweise unvereist. Der Skapliso-Gletscher liegt westlich und der Dobrodan-Gletscher nordöstlich von ihm.
Britische Wissenschaftler kartierten ihn 1972 und 2009. Die bulgarische Kommission für Antarktische Geographische Namen benannte ihn 2014 nach dem französischen Seefahrer Nicolas Pierre Duclos-Guyot (1722–1794), Stellvertreter von Louis Antoine de Bougainville bei der ersten französischen Weltumseglung, der 1756 an Bord des spanischen Schiffs Léon in antarktischen Gewässern operiert hatte.